# Sweet Georgia Brown
Sweet Georgia Brown ist ein im Jahr 1925 von Kenneth Casey (Text), Ben Bernie und Maceo Pinkard (Melodie) verfasster Titel, der durch viele stilübergreifende Coverversionen zum Evergreen und Jazzstandard geworden ist. Er hat sich im Laufe der Jahre zu einer populären Jam-Session-Nummer entwickelt.

## Entstehungsgeschichte

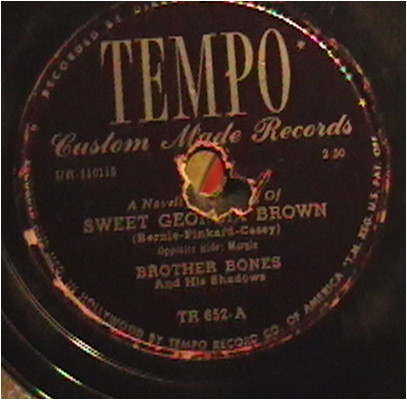
Sweet Georgia Brown von Brother Bones & His Shadows

Tony Sheridan & Beat Brothers: Sweet Georgia Brown

Die Autorenschaft war in mancher Hinsicht ungewöhnlich. Einerseits beteiligten sich drei Autoren an der Entstehung des Songs, andererseits war das Autorentrio gemischtrassig zusammengesetzt, denn neben den Weißen Casey und Bernie war Ko-Autor Maceo Pinkard ein afroamerikanischer Komponist.
Das Lied hat 32 bzw. 16 Takte, ist in moderatem Tempo und in der Form A'B' bzw. ABAC gehalten. Das Stück hat eine Dur-Charakteristik und weist harmonisch eine so genannte „Barbershop-Sequenz“ von Quinten auf.
Mitautor Ben Bernie spielte den Song am 19. März 1925 mit seinem Hotel Roosevelt Orchestra ein, sodass dieser Aufnahme der Status des Originals zukommt. Er gelangte hiermit auf Rang 1 der Hitparade, den er für fünf Wochen innehatte. Auch weitere, in kurzen zeitlichen Abständen aufgenommene Versionen sorgten mit guten Platzierungen für eine frühe Bekanntheit des Titels. Dazu gehörten Ethel Waters mit ihren Ebony Four (mit Joe Smith (Kornett), Don Redman und Fletcher Henderson) vom 13. Mai 1925 (#6), Isham Jones (5. Juni 1925; #5) und Bing Crosby (23. April 1932 mit Isham Jones; #2).
Nicht in die Hitparade gelangten inzwischen die Varsity Eight (Aufnahmedatum 28. April 1925) mit Red Nichols und den Dorsey-Brüdern, Perley Breed (30. April 1925), Oliver Naylor (1. Mai 1925), Original Indiana Five (1. Mai 1925), die Texas Ten (5. Mai 1925) oder die California Ramblers (14. Mai 1925). Insgesamt waren somit zwischen April und Juni 1925 mindestens acht Coverversionen erschienen. Ein Jahr nach seiner Erstveröffentlichung gelangte der Titel nach Europa, wo das dänische Reinhard-Wenskat-Orchester im Mai 1926 eine Fassung in Berlin einspielte (Deutsche Grammophon #20569).
Während der Pariser Weltausstellung kam am 28. April 1937 eine Superband zusammen. Neben Coleman Hawkins (Tenorsaxophon) spielten dort insbesondere Benny Carter (Trompete), André Ekyan (Tenorsaxophon), Stéphane Grappelli (Geige), Django Reinhardt (Gitarre) oder Tommy Benford (Schlagzeug). Wenige Monate später wurde am 29. September 1937 wiederum in Paris Sweet Georgia Brown vom amerikanischen Jazz-Geiger Eddy South mit einem Violinsolo verewigt, begleitet von Django Reinhardt und Wilson Myers (Bass). Django Reinhardt hatte eine Affinität für den Song entwickelt, denn als Solist stand er mit Grappelli am 21. Dezember 1937 in Paris erneut im Studio. Allein zwischen 1937 und 1938 war Reinhardt an vier Einspielungen des Titels beteiligt. Dem folgten erfolgreiche Einspielungen durch Lovie Austin und Brother Bones (1949; #10).
Die Version des Schweizer Orchester Lanigiro mit Trompeter Gugu Dupuis war 1944 in der Schweiz die Jazzplatte des Jahres.
In der Folge entstanden gesungene Jazz-Versionen von Ella Fitzgerald, Anita O’Day, die mit dem Song 1958 auf dem Newport Jazz Festival auftrat, festgehalten in Bert Sterns Film Jazz on a Summer’s Day sowie zahlreiche Instrumental-Versionen, etwa von Count Basie, Ray Brown, Dave Brubeck, Charlie Parker, Joe Pass, Oscar Peterson oder Lester Young. 1952 wurde es mit Knochenbegleitung in einer gepfiffenen Version von Brother Bones zur Erkennungsmelodie der Basketball-Mannschaft Harlem Globetrotters. Die Musiker des Modern Jazz benutzen den Standard als Bebop head für ihre Show tunes, wie Jackie McLean (Donna), Miles Davis (Dig), Thelonious Monk (Bright Mississippi) oder Clifford Brown (Sweet Clifford).
Am 24. Mai 1962 wurden in Hamburg bei Polydor Records für Tony Sheridan unter Produzent Bert Kaempfert die Musikspuren von Sweet Georgia Brown durch die Beat Brothers (Beatles) aufgenommen, die von Sheridan am 7. Juni 1962 besungen wurden. Das Stück wurde auf Sheridans EP Ya Ya (1962) berücksichtigt, auf Single erschien es im Juli 1964 als B-Seite von Skinny Minnie (Polydor #52324) und erreichte Rang 3 der deutschen Charts. Die Wandlungsfähigkeit von Sweet Georgia Brown kommt als Bossa Nova von Toots Thielemans (1966; LP Contrasts), der Rock-&-Roll-Version von Jerry Lee Lewis (Januar 1971) oder in der Boogie-Woogie-Form des Oscar Peterson (Montreux Jazz-Festival ab 27. Juli 1977) zum Ausdruck.
Weitere Pop-Coverversionen spielten in den 1960er Jahren Trini Lopez, Nancy Sinatra und Jerry Lee Lewis, in den 1970er Jahren die Progressive-Rock-Band Gentle Giant (Playing the Fool, 1977) ein.
Ferner fand Sweet Georgia Brown in verschiedenen Filmmusiken, etwa in Billy Wilders Komödie Manche mögen’s heiß (1959) oder den TV-Serien Futurama oder The Simpsons Verwendung.

## Statistik
Insgesamt listet ASCAP 101 Versionen des Titels auf. Das Autorentrio gehörte nicht zu den erfolgreichsten Teams der Tin-Pan-Alley-Ära, denn für Ben Bernie sind lediglich 21, für Casey 15 und für Pinkard 55 Titel urheberrechtlich registriert. Dem Trio ist kein weiterer Klassiker des Formats von Sweet Georgia Brown mehr gelungen.

## Trivia

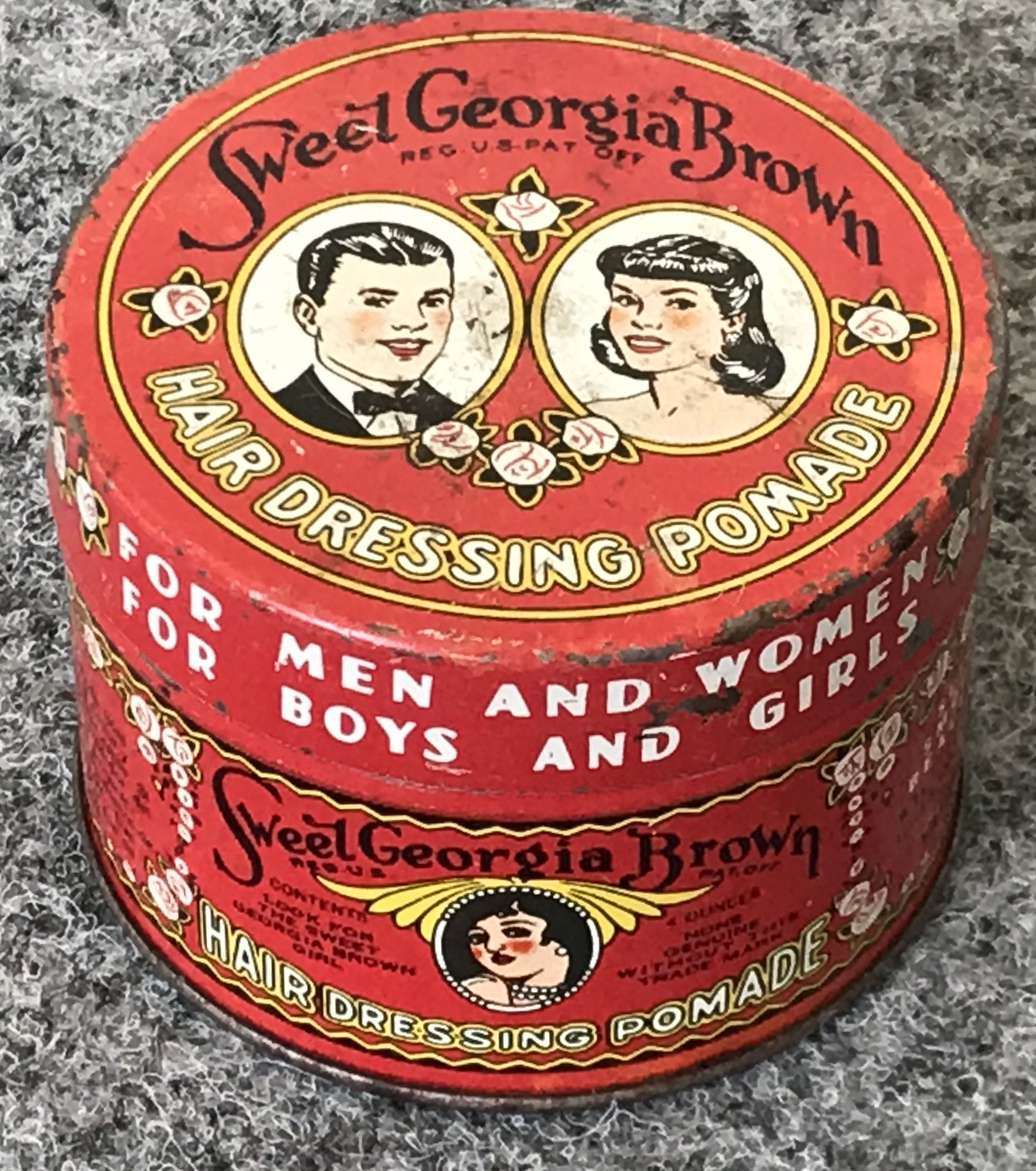
Eine Haarpomade der Marke "Sweet Georgia Brown" von 1947

Offenbar inspiriert durch die Popularität des Liedes gründete Morton G. Neumann 1927 in Chicago die Kosmetikmarke gleichen Namens – „Sweet Georgia Brown“. Unter der Marke wurden Produkte für die afro-amerikanische Bevölkerung vermarktet, wie aufhellende Gesichtspuder, Hautcremes, haarglättende Produkte und Parfums. Das berühmteste Produkt wurde eine stark parfümierte, goldgelbe Haarpomade namens „Sweet Georgia Brown Hair Dressing Pomade“, die seit 1934 hergestellt wird.